# Koranji (Pulosari)
Koranji is een bestuurslaag in het regentschap Pandeglang van de provincie Banten, Indonesië. Koranji telt 3878 inwoners (volkstelling 2010).